# 캐나다 상원
캐나다 상원(영어: Senate of Canada 프랑스어: Sénat du Canada)은 양원제인 캐나다 의회의 상위 의회이다. 캐나다 상원은 군주와 하원과 더불어 캐나다 의회를 구성한다. 상원의원은 연방 총리가 추천한 인물을 총독이 형식적으로 제가하는 방식으로 임명된다. 전통적으로 총리는 하원 내 정당 비율을 바탕으로 각 정당에 인물을 추천하거나 사회기여도가 높은 저명인사를 상원의원으로 발탁하고 있다. 캐나다에서 상원은 정부재정 지출과 관련된 사안이 아닌 법안을 입법하거나 하원의 결정을 형식상 인증하는 기관으로 실질적인 입법은 하원에서 이루어진다. 캐나다 상원은 하원이 통과한 법률에 대한 거부권을 가지고 있지만, 민주적으로 선출되지 않은 기관이기 때문에 웬만하면 거부권을 사용하지 않는다.

## 같이 보기
- 캐나다 상원 흑장수위관
- 캐나다 하원

## 참고 자료
1. ↑  캐나다의 군주는 공식적으로 부왕의 자격으로 총독이 캐나다에서 군주를 대신 대표한다.